# ČSD-Baureihe E 499.2
Die Lokomotiven der Baureihe E 499.2 (ab 1988: 150) sind elektrische Gleichstromlokomotiven der einstigen Tschechoslowakischen Staatsbahn (ČSD). Sie wurden als Ersatz für die Lokomotiven der Reihe E 499.1 aus der Zweisystemlokomotive ES 499.0 abgeleitet. Sie erhielt gleiche Baugruppen, unter anderem den Lokomotivkasten, die Drehgestelle einschließlich der Fahrmotoren und Bremseinheiten, die gleiche Steuerung sowie dieselbe Führerstandseinrichtung. Äußerlich sind die Lokomotiven von den ES 499.0 nur durch den abweichenden Anstrich zu unterscheiden.

## Konstruktion

### Grundaufbau der Lokomotive
Die Aufbauten der Lokomotive sind identisch mit denen der Reihe ES 499.0. Der Wagenkasten ist mit einer Länge von 15 500 mm verhältnismäßig kurz; diesen Eindruck verstärken auch die zurückgezogenen Stirnseiten in Bereich der Frontscheiben. Die Seitenwände bestehen aus gesickten Blech, sie sind durch Kühlerjalousien unterbrochen. Der Lokkasten und das Untergestell sind miteinander verschweißt und bilden eine selbsttragende Einheit. Das Untergestell besteht aus den zwei Langträgern und mehreren Querträgern. Im Maschinenraum befindet sich der Hauptschalter; sein Nennausschaltstrom beträgt 1800 A.
Für die Steuerung der Lokomotive ist die automatische Steuerung mit Geschwindigkeits- und Bremsregelung hervorzuheben. Günstige, als Feststellhebel ausgeführte Steuerschalter und auch die Anordnung der Anzeige- und Überwachungsgeräte erleichtern die Tätigkeit des Lokomotivführers zugunsten einer höheren Konzentration für die Streckenbeobachtung.
Eine Implementierung von ETCS ist nicht mehr vorgesehen.

### Laufwerk und Federung
Die zweiachsigen Drehgestelle sind von den ES 499.0 übernommene, bewährte Baugruppen. Sie bestehen aus je zwei Lang- und Querträgern und dem Mittelquerträger mit der Drehpfanne. Die Radsätze werden durch in die Langträger eingepresste Führungsbolzen geführt. Gegenüber dem Drehgestellrahmen sind die Radsätze durch mit Vorspannung eingebaute Gummifedern axial abgefedert.
Die Fahrmotoren sind an drei Punkten an den Lang- und Querträgern befestigt. Die Kraftübertragung geschieht über Gelenkkupplungen in einer Hohlwelle. Die Übersetzung auf die Achsen beträgt 1:2,441 und ist in einem Getriebekasten mit einer Ölschmierung ohne Zwangsumlauf realisiert.
Die Lokomotive ist zweistufig gefedert und hat dadurch auch bei Höchstgeschwindigkeit einen ruhigen Lauf. Die Primärfederung erfolgt durch zylindrische Schraubenfedern an jedem Führungsbolzen für die Radsatzführung. Außerdem befinden sich hydraulische Schwingungsdämpfer zwischen dem Querträger des Drehestellrahmens und den Getriebekästen. Die Sekundärfederung übernehmen ebenfalls zylindrische Schraubenfedern, sie sind zusätzlich mit Flüssigkeitsschwingungsdämpfern angeordnet. Zur Optimierung des Reibungsgewichtes und zum Ausgleich von Achslastschwankungen ist eine Ausgleicheinrichtung vorhanden. Diese Einrichtung besteht aus je einem Druckluftzylinder und wirkt auf den jeweils äußeren Querträger beider Drehgestelle. Bei Absinken der Zugkraft unter 100 kN werden die Zylinder entlüftet. Entsprechend der Fahrtrichtung wird nur der erste Querträger des vorauslaufenden Drehgestelles belastet.
Außerdem sind beide Drehgestelle mittels einer Querkupplung miteinander verbunden. Diese besteht aus in Dreiecksform angeordneten Armen. Durch diese Einrichtung verringert sich der Spurkranzverschleiß bei Bogenfahrt. Eigens deshalb wird, obwohl alle Räder eine Spurkranzschmierung aufweisen, diese Querkupplung je nach Streckenbedingungen und Zugart entsprechend eingestellt.

### Antriebsanlage
Die Fahrmotoren sind sechspolige, fremdbelüftete Gleichstrommotoren mit Nebenschlußcharakteristik und Kompensationswicklung. Ihre Leistung betragen 1000 kW bei einer Drehzahl von 1075 min−1 und einer Spannung von 1500 V. Wie bei Direktmotorlokomotiven für 3 kV Gleichspannung üblich sind beide Fahrmotoren eines Drehgestells ständig in Reihe geschaltet. Die Regelung der Fahrmotoren erfolgt über die übliche Widerstandssteuerung, diese ist im Baukastensystem angeordnet und besteht aus zwei Blöcken. Die Leistung der Fahrmotoren wird über die Serien- und Serien-Parallelschaltung mittels einer Brückenschaltung geschaltet.
Gekühlt werden die Fahrmotoren durch zwei zweistufige Axiallüfter. Auch die Anfahr- und Bremswiderstände werden durch zwei einstufige Lüfter gekühlt. Die letztgenannten Lüfter sind mit den Widerständen in einem im Mittelteil der Lokomotive angeordneten Schrank angeordnet.
Die Zug- und Bremskräfte werden über die beiden Drehzapfen von den Drehgestellen auf den Lokomotivrahmen übertragen. Die Bewegung des Lokomotivkastens ist mit einem Spiel von ± 60 mm des Drehzapfens in der Drehpfanne möglich.

### Elektrische Ausrüstung
Der Starkstromkreis der Lokomotive ist mit einer Widerstandssteuerung ausgeführt, dadurch kann die Traktionsleistung der Lokomotive voll ausgenützt werden. Der Strom für die Fahrmotoren und die Hilfsbetriebe wird mit 3 kV direkt aus der Fahrleitung entnommen. Die Anfahrwiderstände ermöglichen eine Schaltung in 56 Fahrstufen, davon sind 27 Fahrstufen für die Serienschaltung einsetzbar. Die Parallelschaltung beider Motorgruppen erfolgt über eine Brückenschaltung bei voller Erregung der Fahrmotoren. Die Fahrstufen werden durch eine am Steuerpult angebrachte Steuerwalze entsprechend dem Schaltprogramm angewählt. Die jeweilige Fahrstufe wird mit einer digitalen Anzeige angezeigt. Elektropneumatische Schütze steuern die Fahrstufen und die Anfahrwiderstände.
Die Lokomotive verfügt über eine elektrodynamische Bremse, dabei arbeiten die Fahrmotoren bei einer Bremsung im Geschwindigkeitsbereich von 140 bis 45 km/h als fremderregte Gleichstromgeneratoren in die Bremswiderstände. Die Hauptpole aller Fahrmotoren sind dann in Reihe geschaltet. Während des Bremsvorganges reguliert ein Gleichstromsteller in Thyristorbauart den Erregerstrom der Motoren. Das Umschalten von der Fahr- in Bremsstellung dauert lediglich drei Sekunden.

### Bremseinrichtung
Die elektrodynamische Bremse wirkt im Bereich von 140 bis 45 km/h. Ihre Dauerleistung beträgt am Radumfang 3600 kW. Zusätzlich verfügen die Lokomotiven über eine DAKO-Druckluftbremse mit einem elektrisch gesteuerten Bremsventil BSE. Dieses Ventil sorgt für das optimale Zusammenwirken der beiden genannten Bremsarten. Die Zusatzbremse ist eine direkte Bremse DAKO PB, außerdem gibt es eine Spindelhandbremse. Die mechanische Bremse ist als Klotzbremse ausgeführt, sie wirkt auf jeden Radsatz einseitig von innen und ist mit einem automatischen Bremsgestängesteller ausgerüstet.

## Einsatz
Einsatzgebiet der Fahrzeuge, die ausschließlich für die Korridorstrecke der ČSD von Chomutov nach Čierna nad Tisou (980 km lang) gebaut wurden, ist die Beförderung von Express-, Schnell- und EC-Zügen.
Die E 499.2017 wurde 1981 nach einem Unfall ausgemustert. Die restlichen Maschinen erhielten 1988 die neue Baureihenbezeichnung 150.
Mit der Teilung der Tschechoslowakei in die selbständigen Staaten Tschechien und Slowakei am 1. Januar 1993 verblieben die Maschinen bei den České dráhy (ČD).

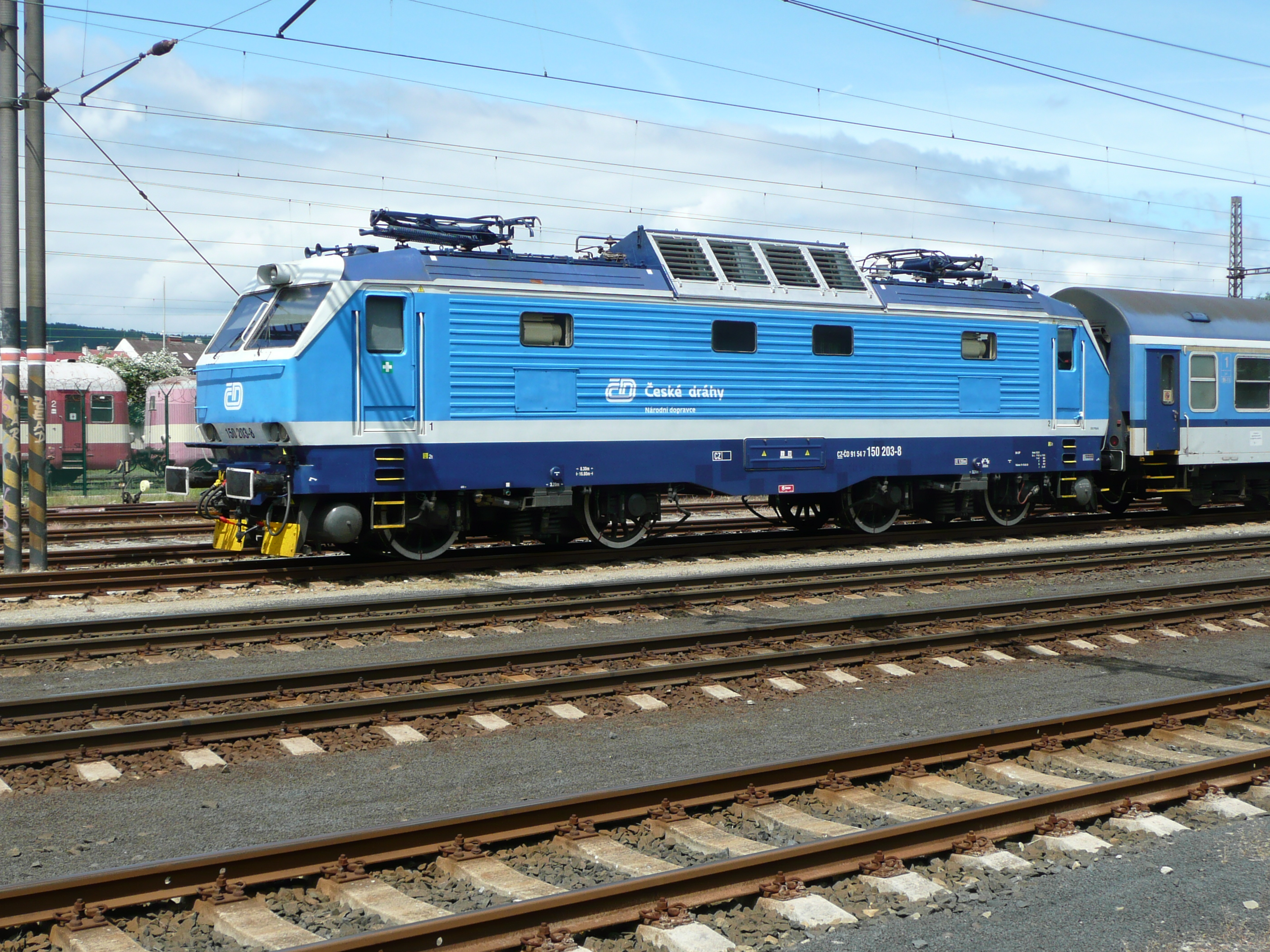
150 203, modernisierte Variante mit Najbrt Design in Chomutov, (2018)

Ein Modernisierungsprogramm enthielt die Heraufsetzung der Höchstgeschwindigkeit auf 160 km/h und den Zusatz von Elementen der Steuer- und Kontrolle der Lokomotiven. Die Folge war die Einordnung in die neue Baureihe 151.
Im Februar 2020 waren 12 Lokomotiven Baureihe 150 im Depot Praha Vršovice und 13 Lokomotiven Baureihe 151 im Depot Bohumín beheimatet.
2024 enden die Einsätze der Baureihe 150.2. Es verblieben bis dahin sechs einsatzfähige Lokomotiven.